# Azizjon Ganiev
Azizjon Alijon oʻgʻli Gʻaniyev (alfabeto cirílico Азизжон Алижон ўғли Ғанийев; nacido el 22 de febrero de 1998 en Yizaj), conocido principalmente como Aziz Ganiev, es un jugador de fútbol uzbeko que ha estado bajo contrato con el al-Ahli Dubai en la Liga del Golfo Árabe de los Emiratos Árabes Unidos desde febrero. El centrocampista es internacional uzbeko desde noviembre de 2017.

## Carrera profesional

### Club
Aziz Gʻaniyev, nacido en Yizaj en el este de Uzbekistán, proviene de la división juvenil de Nasaf Karschi, donde fue ascendido al primer equipo al final del año de juego 2014. El 7 de octubre de 2014 (jornada 26), debutó en la máxima división de Uzbekistán en un empate 2-2 ante el FC AGMK cuando sustituyó a Odiljon Khamrobekov en el minuto 88 del partido. Este gol siguió siendo el único esta temporada y en la siguiente temporada 2015, el mediocampista fue utilizado en nueve partidos de liga.
Después de ser utilizado como jugador de rotación en 17 partidos de liga en la próxima temporada de 2016, finalmente entró en la alineación titular en la siguiente temporada en 2017. El 13 de mayo de 2017 (décima jornada) marcó su primer gol en liga con los nasafis en el empate 1-1 contra el FK Dinamo Samarcanda. Esta temporada completó 27 partidos de Liga en los que logró registrar dos goles y la misma cantidad de asistencias.
En julio de 2018 se rompió un ligamento cruzado en un partido de liga y tuvo que terminar prematuramente el año 2018 tras 15 partidos ligueros y tres goles por esta grave lesión. Después de su regreso en abril de 2019, se restableció como un habitual indiscutible en Nasaf Karschi en la temporada 2019 y con dos goles y nueve asistencias experimentó la mejor temporada estadísticamente de su carrera hasta el momento.
El 3 de febrero de 2020, Gʻaniyev se mudó a al-Ahli Dubai en la Liga del Golfo Árabe de los Emiratos Árabes Unidos, donde firmó un contrato de tres años. El 10 de febrero de 2020, hizo su debut para su nuevo empleador en la derrota a domicilio por 1: 2 contra FC Pajtakor Tashkent en la Liga de Campeones de la AFC 2020. En la temporada 2019/20 restante, que terminó prematuramente a mediados de marzo debido a la pandemia de COVID-19, Gʻaniyev no hizo su debut en la liga.
Marcó su primer gol con el Shabab al-Ahli el 26 de septiembre de 2020 en los octavos de final de la Liga de Campeones contra el representante de Arabia Saudita Al-Ahli Saudi Football Club. En los tiros desde el punto penal perdidos, convirtió su intento. El 17 de octubre de 2020 (primera jornada), jugó por primera vez en la máxima división de los Emiratos Árabes Unidos en la victoria a domicilio por 3-0 ante el al-Ittihad Kalba.

## Carrera internacional
Ganiev hizo su debut internacional con Uzbekistán el 14 de noviembre de 2017 durante un partido amistoso contra Emiratos Árabes Unidos.

## Estadísticas de carrera

### Internacional
| Selección de fútbol de Uzbekistán | Selección de fútbol de Uzbekistán | Selección de fútbol de Uzbekistán |
| Año                               | Partidos                          | Goles                             |
| --------------------------------- | --------------------------------- | --------------------------------- |
| 2017                              | 0                                 | 0                                 |
| 2018                              | 2                                 | 0                                 |
| 2019                              | 1                                 | 0                                 |
| 2020                              | 3                                 | 0                                 |
| 2021                              | 1                                 | 0                                 |
| Total                             | 7                                 | 0                                 |

Estadísticas precisas al partido disputado el 9 de octubre de 2021.